# Calophaca wolgarica
Calophaca wolgarica là một loài thực vật có hoa trong họ Đậu. Loài này được (L.f.) DC. miêu tả khoa học đầu tiên.